# Ledavsko jezero
Der Ledavsko jezero (auch Jezero Krašči) ist ein Hochwasserrückhaltebecken in den Gemeinden Cankova und Rogašovci in der Region Prekmurje im Nordosten Sloweniens. Die in der zweiten Hälfte der 1970er-Jahre errichtete Anlage staut den Fluss Ledava im Landschaftsschutzpark Goričko und wurde als Rückzugsgebiet seltener Tierarten zum Natura-2000-Gebiet ernannt. Durch beachtliche Schwebstoffeinträge verlandet der See zunehmend.

## Lage und Umgebung
Der See liegt auf 218 m. i. J. in der Region Goričko am Oberlauf der Ledava, eingebettet zwischen den Hügeln Črnski breg und Žilavčev breg. Die Wasserfläche verteilt sich auf die Ortschaften Krašči (Gemeinde Cankova) und Ropoča (Gemeinde Rogašovci). Weil ein Großteil des Sees zu Krašči gehört, bürgerte sich die Bezeichnung Kraško jezero ein, die wörtlich übersetzt Karstsee bedeutet und angesichts der tertiären Lithologie unglücklich gewählt ist. Einige hundert Meter südöstlich der Staumauer liegt die Ortschaft Domajinci und das Tal der Ledava öffnet sich zum Murbecken (Mursko polje). Der See ist Teil des trilateralen Naturparks Raab-Őrség-Goričko. Die Regionshauptstadt Murska Sobota liegt rund 13 km entfernt.

## Hochwasserschutz

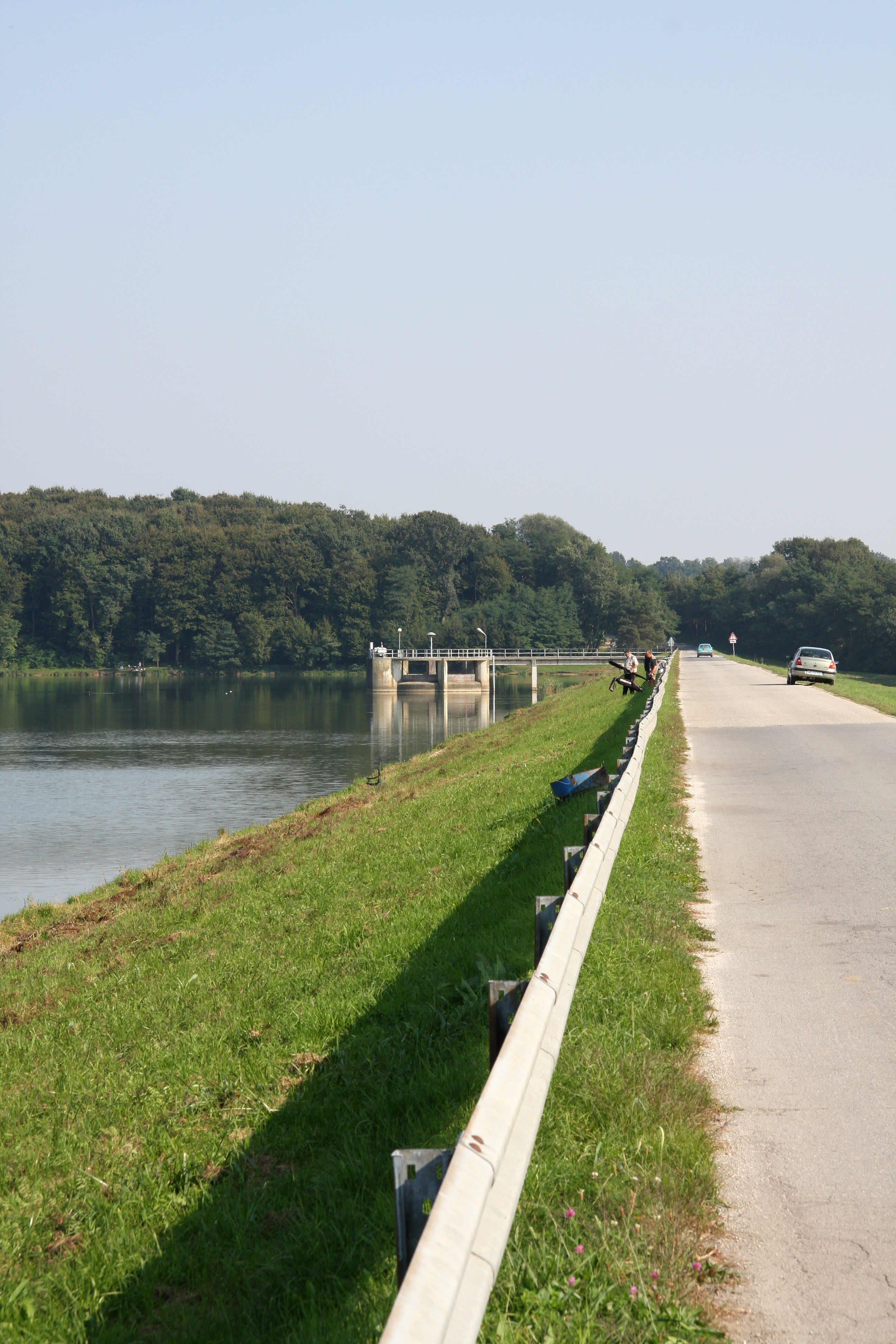
Staumauer

In der Vergangenheit kam es immer wieder zu großflächigen Überschwemmungen entlang der Ledava, die im Juli 1972 ein katastrophales Ausmaß erreichten. Erhebungen ergaben, dass ein Rückhaltebecken 10.000 ha Ackerfläche vor Hochwasser bewahren und auf weiteren 20.000 ha Hochwasserschäden erheblich reduzieren könnte. Die Stadtverwaltung von Murska Sobota beschloss daraufhin 1973 den Stauseebau mit Mitteln aus dem Wasserfonds der SRS. Nach dem Ankauf von insgesamt 164 ha Ackerland wurde ein 750 m langer und bis zu 7,5 m hoher Erdwall aufgeschüttet. Die Bauarbeiten begannen 1975 und endeten 1979.
Die Gesamtfläche jener Grundstücke, die im amtlichen Kataster mit dem Landnutzungstyp „See“ ausgewiesen sind, beträgt 122 ha, die eigentliche Wasserfläche macht jedoch nur 76 ha aus. Bei maximal möglicher Auslastung des Staubereichs könnte eine Fläche von 215 ha geflutet werden, wenngleich eine Gemeindestraße so unter Wasser stünde. Die Wasserstandslinie für ein fünfjährliches Hochwasser (HQ5) wurde mit 220,9, jene für HQ100 mit 222,1 m. i. J. berechnet. Das Stauvolumen betrug ursprünglich 5,6 Mio. m³.

## Geomorphologie
Das Einzugsgebiet des Ledavsko jezero umfasst gut 105 km², wovon mehr als ein Drittel in Österreich liegen. Das Gebiet verteilt sich vor allem auf landwirtschaftliche Nutzflächen (37,8 %), Wälder (36,7 %), Wiesen (12,1 %) und Dauerkulturflächen (3,4 %). Geologisch dominieren mittel- und oberpliozäne Kiese, Sande und Tone, die Talgründe der Bachläufe sind von Schwemmböden mit sandigen Lehmablagerungen bedeckt.

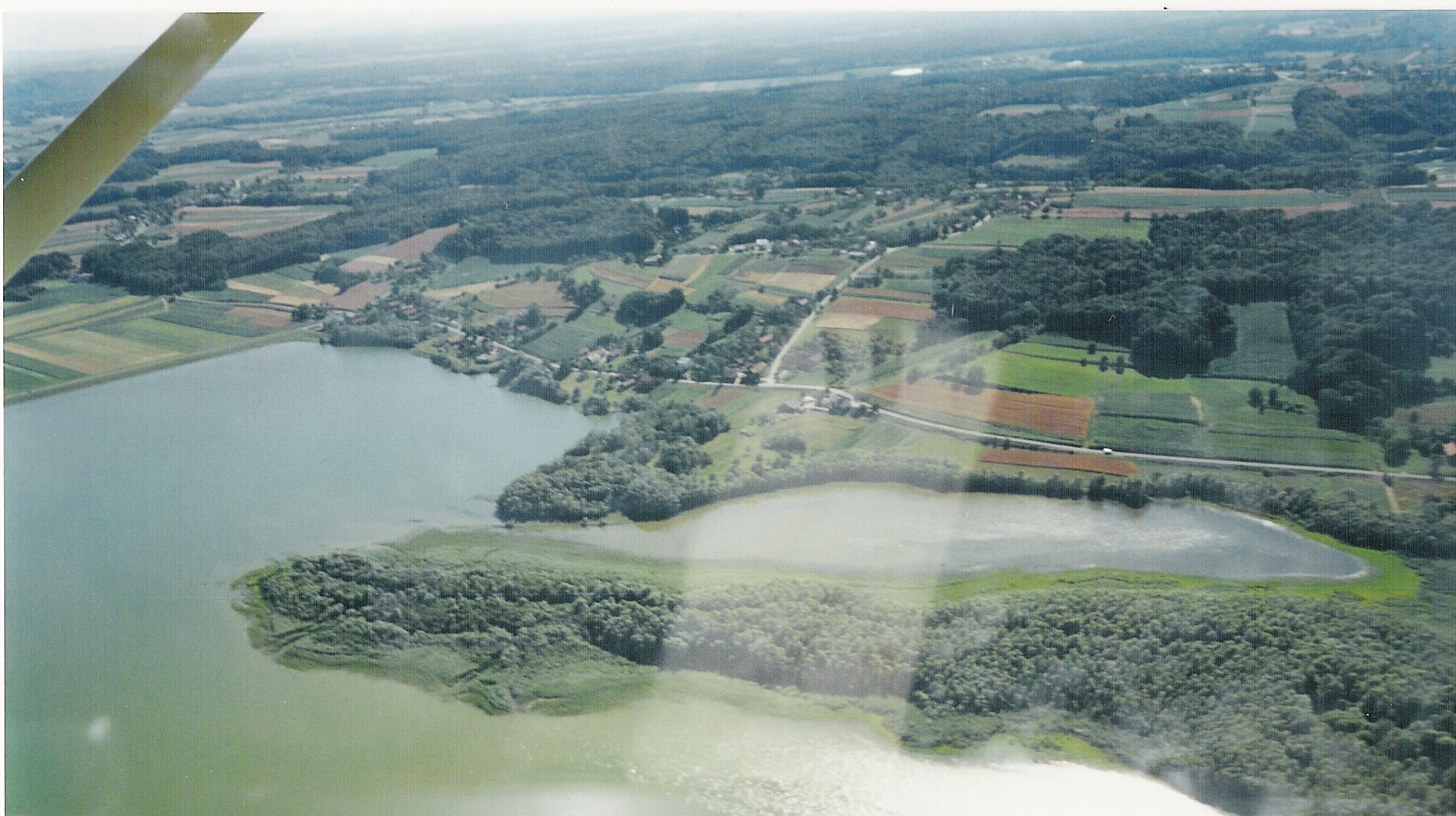
Vor allem entlang der Landzunge (Ledava-Mündung) verlandet der See

Die Ledava und ihr linker Zufluss Lukaj potok bringen jährlich durchschnittlich 2457 t Schwebstoffe in den See ein, was seit Jahrzehnten zu morphologischen Veränderungen des Gewässerkörpers führt. Durch die Verlandung und Schlammablagerungen am Seegrund verringerten sich sowohl die Fläche als auch das effektive Rückhaltevolumen seit 1979. Die Seetiefe halbierte sich seit der Fertigstellung der Anlage. Eine Modellberechnung zeigt, dass sich mit einem Volumen von 2,4 Mio. m³, einem mittleren Abfluss von 1,26 m³/s und einer Absorptionsfähigkeit der Schwebstoffe von 79,5 % für den Ledavsko jezero eine „Halbwertszeit“ von 93 Jahren ergibt. Das würde bedeuten, dass 2072 die Hälfte seiner ursprünglichen Wasserfläche verlandet sein könnte. Zwar ist das nördliche Prekmurje mit einem Jahresniederschlag von 800 mm eine der trockensten Regionen Sloweniens, doch könnte eine Zunahme extremer Regenereignisse im Rahmen des Klimawandels die Schwebstofffrachten noch verstärken. Um die Rückhaltefunktion aufrechtzuerhalten, empfehlen Wissenschaftler der Universität Ljubljana die Entfernung der Sedimente sowie vorbeugende Maßnahmen zur Reduktion des Eintrags.
Durch die Verlandungsproblematik ist ein Austrocknen der Ledava flussabwärts immer öfter möglich.

## Wasserqualität
Die Richtlinie 2000/60/EG (Wasserrahmenrichtlinie) sieht seit 2003 eine Überwachung von Stehgewässern mit einer Fläche von mehr als 50 ha vor. Der Ledavsko jezero ist einer von 17 slowenischen Seen, deren Wasserqualität so überprüft wurde. Die Messwerte aus den Jahren 2003 bis 2006 bescheinigen dem „stark veränderten Wasserkörper“ einen hypertrophen (sehr nährstoffreichen) chemischen Zustand.
| Chemischer Gewässerzustand (2003–2006) | Chemischer Gewässerzustand (2003–2006) | Chemischer Gewässerzustand (2003–2006) | Chemischer Gewässerzustand (2003–2006) | Chemischer Gewässerzustand (2003–2006) | Chemischer Gewässerzustand (2003–2006) | Chemischer Gewässerzustand (2003–2006) |
|                                        | Phosphor (µg/l)                        | Anorganischer Stickstoff (µg/l)        | Transluzenz ø (m)                      | Transluzenz min. (m)                   | Chlorophyll ø (µg/l)                   | Chlorophyll max. (µg/l)                |
| -------------------------------------- | -------------------------------------- | -------------------------------------- | -------------------------------------- | -------------------------------------- | -------------------------------------- | -------------------------------------- |
| Ledavsko j.                            | 136                                    | 2194                                   | 0,6                                    | 0,4                                    | 70,2                                   | 176,2                                  |

| OECD-Kriterien   | OECD-Kriterien  | OECD-Kriterien                  | OECD-Kriterien    | OECD-Kriterien       | OECD-Kriterien       | OECD-Kriterien          |
| Trophiestufe     | Phosphor (µg/l) | Anorganischer Stickstoff (µg/l) | Transluzenz ø (m) | Transluzenz min. (m) | Chlorophyll ø (µg/l) | Chlorophyll max. (µg/l) |
| ---------------- | --------------- | ------------------------------- | ----------------- | -------------------- | -------------------- | ----------------------- |
| ultra-oligotroph | < 4             | < 200                           | > 12              | > 6                  | < 1                  | < 2,5                   |
| oligotroph       | ˂ 10            | 200–400                         | ˃ 6               | ˂ 3                  | ˂ 2,5                | ˂ 8                     |
| mesotroph        | 10–35           | 300–650                         | 6–3               | 3–1,5                | 2,5–8                | 8–25                    |
| eutroph          | 35–100          | 500–1500                        | 3–1,5             | 1,5–0,7              | 8–25                 | 25–75                   |
| hypertroph       | > 100           | > 1500                          | < 1,5             | < 0,7                | > 25                 | > 75                    |

Zusätzlich ergaben Stichprobenanalysen der Zubringer eine leichte Belastung mit Pestiziden und Schwermetallen, darunter Metolachlor, Atrazin, AOX und Cadmium. Dadurch kommt es auf dem See zeitweise zur Algenblüte.
Der schlammige Seeboden sorgt außerdem für einen gewissen Fischreichtum, der im Zuge von Probenahmen zur Bewertung des ökologischen Zustands bestätigt werden konnte. Im August 2010 gingen an 16 im See verteilten Sammelstellen in einem Gesamtzeitraum von zwölf Stunden 2860 Fische mit einem Gewicht von 63 kg ins Netz. Die Wassertemperatur betrug während der Untersuchung 23 °C, der Sauerstoffgehalt 12 µg/l, was einer Sauerstoffsättigung von 146 % entspricht. Der pH-Wert war mit 8,9 leicht basisch, die elektrische Leitfähigkeit wurde mit 350 µS/cm gemessen.
Das von der EU mitfinanzierte Projekt „SPNU Ledave in jezera“ sollte dabei helfen, ein Gewässermanagement inklusive Schutzmaßnahmen für die obere Ledava und den Stausee zu erarbeiten, um so zur Verbesserung des chemischen und ökologischen Gewässerzustands beizutragen.

## Flora und Fauna

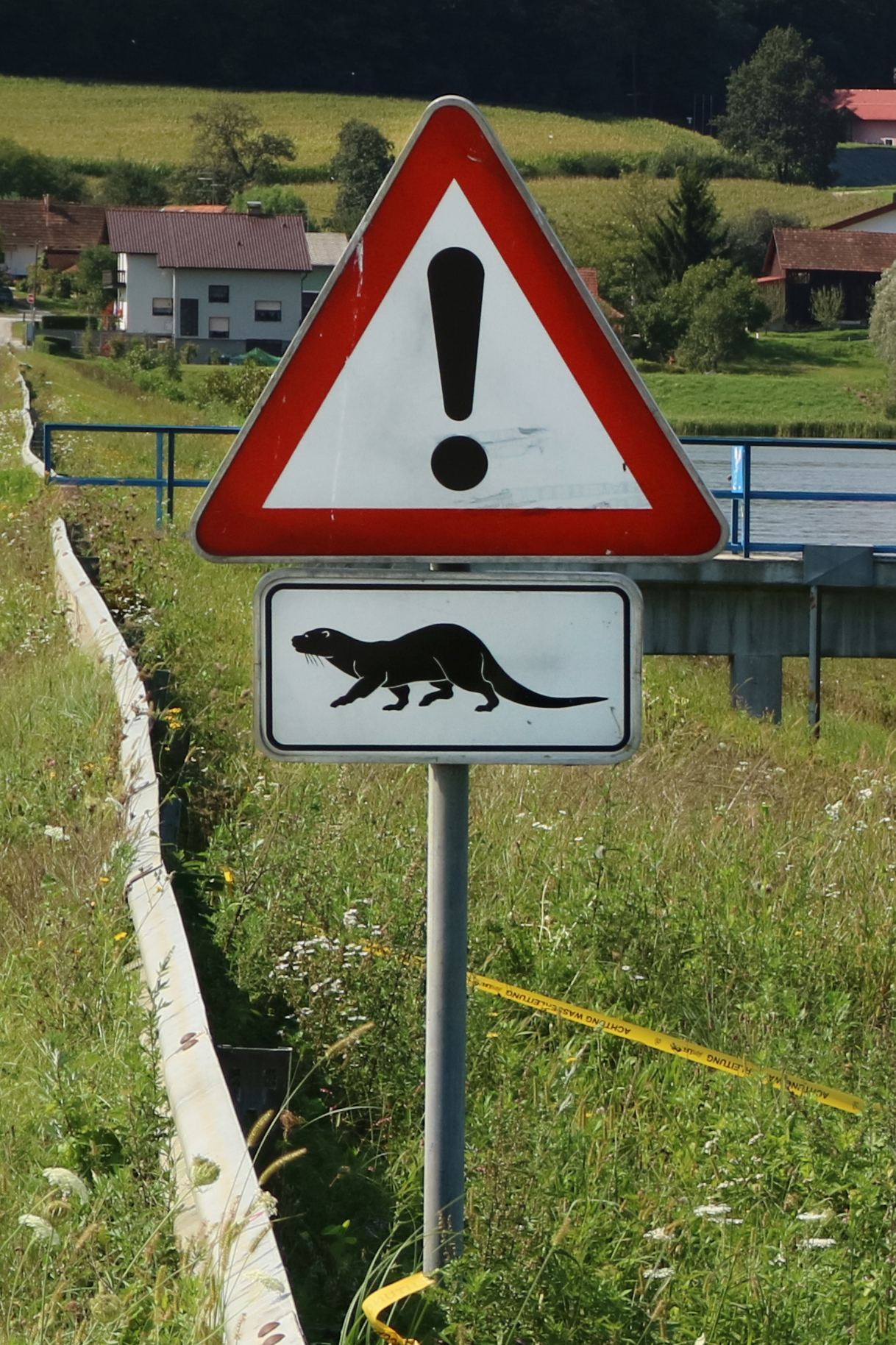
Verkehrszeichen mit Hinweis auf Otter

In den vergangenen Jahrzehnten entwickelte sich am und um den See ein eigenes Ökosystem, das mehrere seltene und bedrohte Tierarten beherbergt. Die ufernahe Vegetation besteht aus Weiden und Linden sowie Rohrkolben, Seggen und Binsen. Das nördlich an die Wasserfläche anschließende Land wird von einem Feuchtwiesen-Biotop und zeitweise überschwemmten Böden bestimmt.
Aufgrund dieser neu entstandenen Lebensräume wurde ein Natura-2000-Gebiet eingerichtet, das vor allem den Auwald im Mündungsbereich der Ledava umfasst. Wichtigste Schutzgüter sind der Vogel- und Amphibienbestand, die gemäß Richtlinie 92/43/EWG (Fauna-Flora-Habitat-Richtlinie) bewahrt werden sollen. Von den 14 im Goričko vorkommenden geschützten Vogelarten sind allein neun direkt oder indirekt mit dem Ledavsko jezero verbunden. Der gelegentlich anzutreffende Seeadler nutzt den See genauso wie Schwarzstorch, Weißstorch, Eisvogel und Zwergdommel zur Nahrungssuche. Die beiden letztgenannten nisten auch im Uferbereich. Wachtel und Schilfrohrsänger bevorzugen die Wiesen nördlich des Sees als Nist- und Futterplatz. In den ufernahen Wäldern sowie entlang der Ledava kommen außerdem Neuntöter und Schwarzspecht vor. Im Zuge eines mehrjährigen Vogelmonitorings wurden 60 verschiedene Arten gezählt.
Die geschützten Lurche sind Alpen-Kammmolch und Gelbbauchunke. Die insgesamt acht vorkommenden Amphibienarten hatten zwischen 2006 und 2016 eine durchschnittliche Reproduktionsrate von 8000 Exemplaren pro Jahr. Zweimal jährlich finden an den angrenzenden Straßen Maßnahmen zum Schutz von Fröschen und Kröten statt.
Weitere nach FFH-Richtlinie geschützte Arten sind Fischotter, Bitterling und Neunauge, Bachmuschel und Schmale Windelschnecke sowie Große Quelljungfer, Grubenlaufkäfer, Eremit, Heller und Dunkler Wiesenknopf-Ameisenbläuling.

## Tourismus

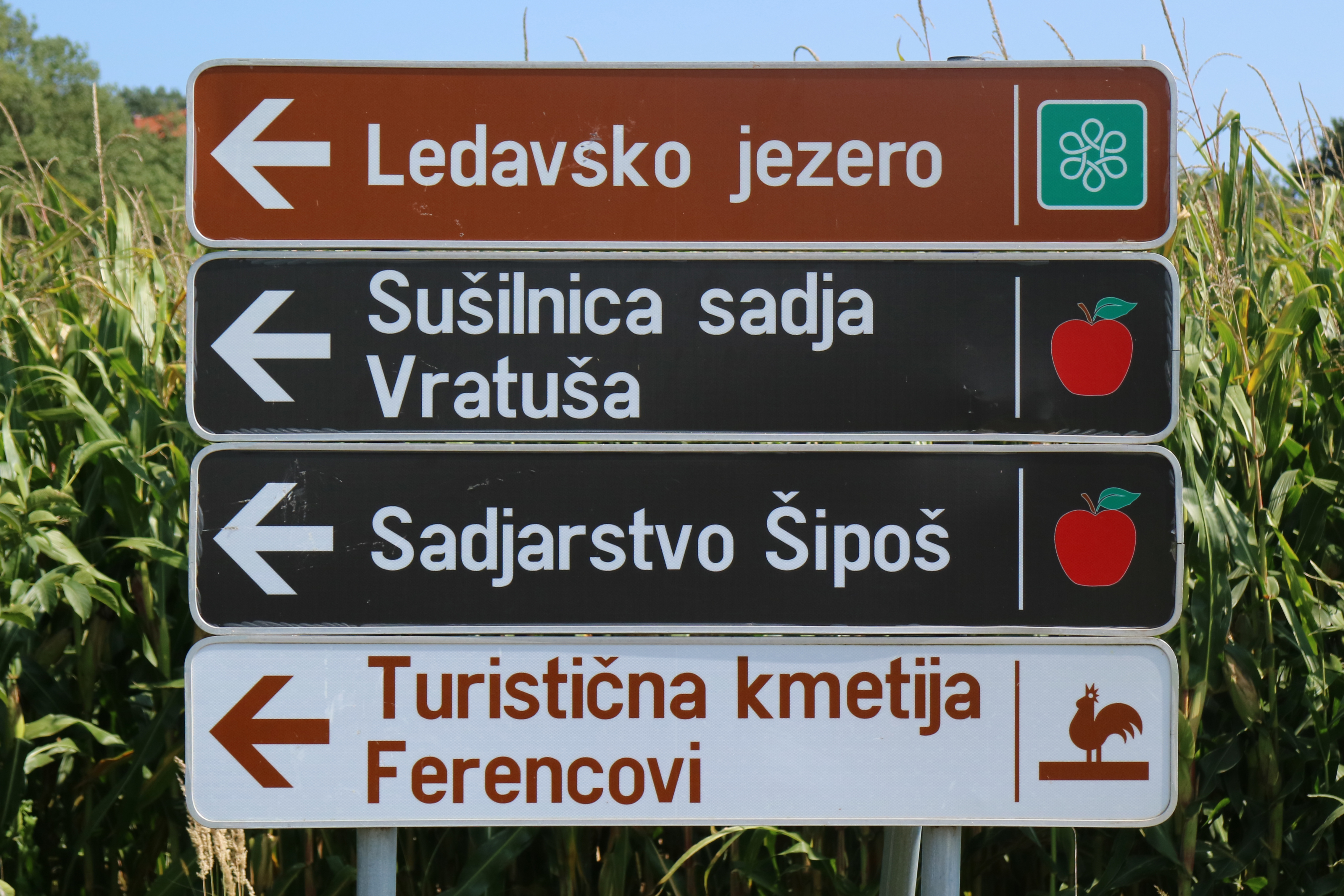
Wegweiser nahe dem Ostufer

Neben Hochwasser- und Artenschutz sowie dem ursprünglichen Sekundärziel, das Wasser zur landwirtschaftlichen Bewässerung zu nutzen, erfüllt der See auch eine touristische Funktion. 54 ha seiner Gesamtfläche sind für den Angelsport freigegeben. Geangelt werden vor allem Karpfen, Hechte, Welse, Döbel, Brachsen, Barben und Zander.
Saisonal ist der See bei Windsurfern und anderen Wassersportlern beliebt. Auf dem 6 bis 8 km langen Naturlehrpfad Bernardina pot (nach dem Biologen Bernard Novak) lässt sich der See entlang einiger Informationstafeln umwandern.
Laut einer Besucherbefragung mittels kognitiver Karten zählt der Ledavsko jezero neben dem Sotinski breg, Schloss Grad und dem Bukovniško jezero zu den beliebtesten Sehenswürdigkeiten des Landschaftsparks Goričko.